# Прямокутний паралелепіпед

Прямокутний паралелепіпед

Прямокутний паралелепіпед — прямий паралелепіпед, основою якого є прямокутник.
Моделями прямокутного паралелепіпеда служать класна кімната, цегла, сірникова коробка.
Довжини трьох ребер прямокутного паралелепіпеда, що мають спільну вершину, називають його розмірами. Наприклад, є сірникові коробки з розмірами 15, 35, 50 мм.
Прямокутний паралелепіпед з рівними розмірами називається кубом. Всі шість граней куба — рівні квадрати.
Квадрат довжини діагоналі прямокутного паралелепіпеда дорівнює сумі квадратів трьох його розмірів.

## Характеристики
- Об'єм обчислюється за формулою: {\displaystyle V=a\cdot b\cdot c}
- Площа поверхні:

{\displaystyle S=S_{1}+2S_{2}}
{\displaystyle S_{1}=Ph}
{\displaystyle S_{1}} — площа бічної поверхні
{\displaystyle S_{2}=ab}
{\displaystyle S_{2}} — площа основи
- Довжини лицевих діагоналей:

{\displaystyle d_{ab}={\sqrt {a^{2}+b^{2}}}}
{\displaystyle d_{ac}={\sqrt {a^{2}+c^{2}}}}
{\displaystyle d_{bc}={\sqrt {b^{2}+c^{2}}}}
- Довжина просторової діагоналі: {\displaystyle d_{abc}={\sqrt {a^{2}+b^{2}+c^{2}}}}